# اوتو نوواک
اوتو نوواک (چکی: Otto Novák; ۲۲ مارس ۱۹۰۲ – ۱۵ اکتبر ۱۹۸۴) بازیکن فوتبال اهل چکسلواکی بود.
از باشگاه‌هایی که در آن بازی کرده‌است می‌توان به باشگاه فوتبال ویکتوریا ژیژکوف اشاره کرد.
وی همچنین در تیم ملی فوتبال چکسلواکی بازی کرده‌است.